# بک سو هو
بک سو هو (کره‌ای: 백수호؛ زادهٔ ۱۷ آوریل ۱۹۹۸) بازیگر اهل کره جنوبی است. او حرفه خود را به عنوان بازیگر کودک آغاز کرد. از فیلم‌ها یا برنامه‌های تلویزیونی که وی در آن نقش داشته‌است می‌توان به اعتراف و شش اژدهای پرنده اشاره کرد.